# Agullent
Agullent è un comune spagnolo di 2 334 abitanti situato nella comunità autonoma valenciana.